# Coniopteryx abdominalis
Coniopteryx abdominalis là một loài côn trùng trong họ Coniopterygidae thuộc bộ Neuroptera. Loài này được Okamoto miêu tả năm 1905.